# Брайънт Дънстън
Брайънт Дънстън (на английски: Bryant Kevin Dunston Jr.) е американски и арменски баскетболист, играещ като център за отбора на Анадолу Ефес. През 2014 и 2015 г. е най-добър дефанзивен играч в Евролигата.

## Клубна кариера
Започва кариерата си през 2004 г. в колежанския отбор Фордъм Рамс. Дънстън е вторият най-резултатен играч в историята на „овните“ с 1832 точки и рекордьор по блокирани удари с 294. Между 2009 и 2010 играе за южнокорейския Мобис Фобус, като през сезон 2009/10 е избран за баскетболист на годината в лигата. През лятото на 2010 г. е привлечен в Арис Солун, но не успява да се наложи и през февруари 2011 г. преминава в израелския Бней Херцилия. След това играе сезон и в Апоел Холон, като е избран в идеалния отбо на сезона и е лидер по борби в шампионата.
През лятото на 2012 г. е близо до договор с Бруклин Нетс, след като играе за тях в Лятната лига на НБА, но преминава в италианския БК Варезе. На 9 юли 2013 г. подписва с БК Олимпиакос, като в първия си сезон в Евролигата записва 10.3 точки и 3.5 борби средно на мач и води в лигата през сезона по блокирани удари с 1.3. Олимпиакос достига до 1/4-финалите на турнира, където отпада от Реал Мадрид. След края на сезона е избран за най-добър защитник в лигата. През сезон 2014/15 става шампион на Гърция с Олимпиакос, избран е за най-добър дефанзивен играч в първенството и в Евролигата.
На 23 юни 2015 г. подписва с Анадолу Ефес. Веднага се налага като титулярен център в тима и през 2015 г. печели Купата на президента. През 2017 г. участва в Мача на звездите на Суперлигата и е избран във втория идеален отбор на Евролигата. През сезон 2018/19 става шампион на Турция в състава на Анадолу.

## Национален отбор
През 2016 г. е поканен от националния отбор на Армения да играе на Европейското първенство за малки страни в Молдова. Армения печели златните медали на първенството. Тъй като всеки национален отбор има право да използва само един натурализиран играч, в следващите сезони тимът залага на по-младите Люк Фишер и Стивън Еноч, което оставя Дънстън извън състава.

## Успехи

### Клубни
- Гръцка Суперлига – 2015
- Купа на Президента на Турция – 2015
- Купа на Турция – 2018
- Турска Суперлига – 2019
- Междуконтинентална купа – 2013

### Национален отбор
- Евробаскет за малки страни – 2016

### Индивидуални
- Баскетболист на годината в Корейската аскетболна лига – 2010
- Най-добър защитник в Корейската баскетболна лига – 2009, 2010
- В идеалния отбор на Израелската лига – 2011/12
- Най-добър защитник в Евролигата – 2014, 2015
- Най-добър защитник в гръцката Суперлига – 2015
- В идеалния отбор на Евролигата – 2017 (втора петица)